# Ljuder Anders Ersson
Ljuder Anders Ersson, född 16 februari 1833 i Mora socken, död där 23 oktober 1923, var en svensk lantbrukare och spelman.

## Biografi
Ljuder Anders Ersson var son till bonden Ljuder Eric Matsson. Han hade ärvt musikaliska anlag både från fadern och modern. På 1840-talet begav han sig ut på vandring med en annan spelman från Mora, Knagg Anders Ersson, och försörjde sig genom att vandra omkring i södra Sverige och spela dalalåtar. Omkring 1850 upphörde han på grund av kraftig opinion mot spelmansmusiken helt med musik och dans. Först omkring 1905, när Anders Zorn genom sitt inflytande lyckades bryta den religiösa fientligheten mot profan musik, började Ljuder Anders Ersson på nytt att spela. Han hade ett stort förråd av polskor, som han brukade spela i hastigare tempo än de flesta andra moraspelmän. Han deltog bland annat vid spelmansstämmorna i Gesunda 1906 och Mora 1908, där han uppträdde med sin son och fyra barnbarn.